# Petersberger Prozess

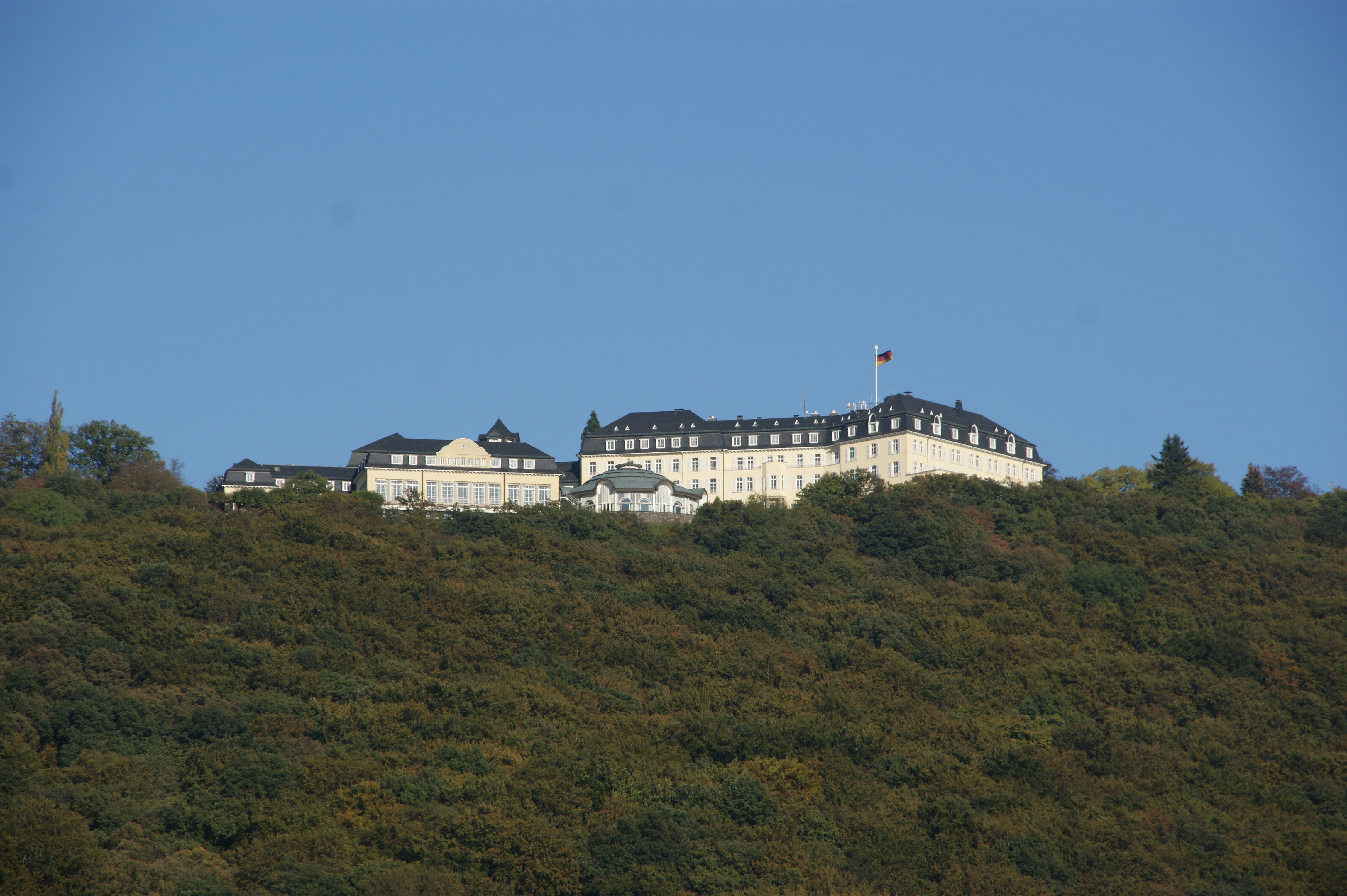
Slot Petersberg

De benaming Petersberger Prozess, Petersberger proces of Bonn-proces wordt gebezigd voor de te nemen stappen die in december 2001 in het Duitse slot Petersberg te Königswinter bij Bonn werden overeengekomen om in Afghanistan een democratisch staatsbestel te verwezenlijken, na de verdrijving van het islamitisch-fundamentalistisch Taliban-regime.
Een belangrijke toetssteen voor de voortgang van dit proces waren de diverse verkiezingen die in Afghanistan werden gehouden na de totstandkoming van de nieuwe grondwet van de Islamitische Republiek Afghanistan in 2004.